# Chiesa della Madonna dell'Olivo
La chiesa della Madonna dell'Olivo si trova a Torrita di Siena.

## Storia e descrizione
Venne edificata nel 1425 smantellando l'antica pieve di San Costanzo a Scanello. Agli inizi del '700 venne restaurata per ospitare una Madonna in terracotta invetriata, poi andata trafugata. Dall'immagine, ritenuta miracolosa, venne tratta la nuova intitolazione, perché era ubicata sopra la porta di un'oliviera.
L'edificio ha una semplice facciata con tetto a capanna, portale archivoltato e occhio circolare. La parte apicale in laterizi, che si imposta sul muro a bugne regolari di pietra tufacea, attesta che la struttura venne successivamente innalzata. Il campanile venne eretto nel 1818. Sulla parete presbiteriale è dipinto una stemma della famiglia Pecorai datato 1625 mentre è appena visibile tra la cantoria lignea un affresco seicentesco.